# Ga Jeongok
Ga Jeongok (Tiếng Hàn: 전곡역, Hanja: 靑山驛) là ga đường sắt trên Tuyến Gyeongwon nằm ở Jeongok-ri, Jeongok-eup, Yeoncheon-gun, Gyeonggi-do, Hàn Quốc.
Từ ngày 28 tháng 7 năm 2011, do mưa lớn, cầu đường sắt Choseong bị cuốn trôi và các hoạt động hoàn toàn bị đình chỉ. Tuy nhiên, đến ngày 21 tháng 3 năm 2012, dịch vụ tàu khách trên Tuyến Gyeongwon hoạt động trở lại và dừng 11 lần, nhưng tăng lên 17 lần vào ngày 1 tháng 7 năm 2012. Vào ngày 16 tháng 12 năm 2023, khi đoạn mở rộng Dongducheon ~ Yeoncheon của Tàu điện ngầm vùng thủ đô Seoul tuyến 1 mở cửa, nó sẽ trở thành ga tàu điện ngầm.

## Lịch sử
- 25 tháng 7 năm 1912: Khai trương kinh doanh
- Tháng 9 năm 1945: Do sự chia cắt giữa Bắc và Nam Triều Tiên, nó trở thành ga cực nam trên Tuyến Kyungwon của Cộng hòa Dân chủ Nhân dân Triều Tiên.
- 16 tháng 10 năm 1958: Hoàn thành xây dựng nhà ga hiện nay
- 28 tháng 7 năm 2011: Hoạt động kinh doanh tạm dừng do mất đường ray do mưa lớn.
- 21 tháng 3 năm 2012: Với việc hoàn thành Cầu đường sắt Choseong, dịch vụ tàu đi lại được nối lại và số lượng chuyến tàu một chiều giảm xuống còn 6 chuyến mỗi ngày.
- 1 tháng 7 năm 2012: Tăng số lượng dịch vụ tàu hỏa đi lại
- 31 tháng 10 năm 2014: Bắt đầu xây dựng tuyến đường sắt đôi Tàu điện ngầm vùng thủ đô Seoul tuyến 1
- 29 tháng 5 năm 2015: Tạm dừng xử lý hàng hóa[3]
- 29 tháng 8 năm 2018: Cầu đường sắt Chatancheon giữa Jeongok và Yeoncheon bị ngập do mưa lớn và hoạt động bị đình chỉ.
- 7 tháng 9 năm 2018: Nối lại dịch vụ giữa Jeongok ~ Yeoncheon
- 1 tháng 4 năm 2019: Tạm dừng hoạt động do điện khí hóa tuyến Gyeongwon. Hoạt động xe buýt thay thế 32 lần một ngày.
- 16 tháng 12 năm 2023: Tàu điện ngầm vùng thủ đô Seoul tuyến 1 dự kiến mở giữa Soyosan ~ Yeoncheon

## Bố trí ga
| ↑ Yeoncheon |
| \| ２１ \|  |
| Cheongsan ↓ |

| １ | ●Tuyến 1 | ← Hướng đi Yeoncheon                                        |
| ２ | ●Tuyến 1 | → Hướng đi Uijeongbu · Đại học Kwangwoon · Guro · Incheon → |

## Xung quanh nhà ga
- Tàn tích Jeongok-ri (Địa điểm thời đồ đá cũ)
- Bưu điện Jeongok
- Jeongok Nonghyup (Chi nhánh Jungang)
- Hợp tác xã chăn nuôi Paju Yeoncheon (Chi nhánh Jeongok)
- Đồn cảnh sát Jeongok
- Trung tâm phúc lợi hành chính Jeongok-eup
- Ngân hàng Nonghyup Chi nhánh Yeoncheon-gun